# Hostel

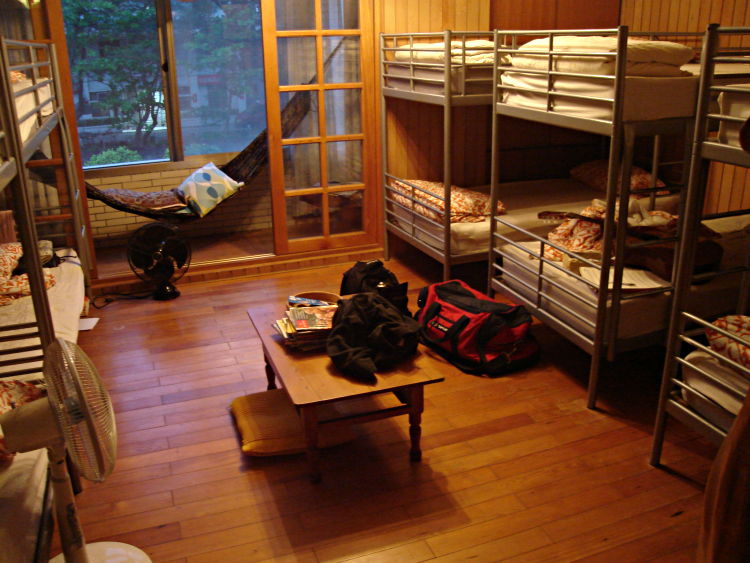
Egy taiwani hostel

A hostel – vagy ifjúsági szállás, youth hostel – olyan idegenforgalmi szállás, ahol legtöbbször sokágyas szobákban, közös helyiséghasználattal (közös fürdőszoba, konyha, terasz stb.) olcsón szállhatnak meg a vendégek. Mára a szó jelentése átalakult, saját helyet kapott több neves nemzetközi értelmező szótárban is. Sok milliárd dolláros és eurós, önálló piaca alakult ki, amely elsősorban internetes foglalási rendszereken keresztül működik (pl. www.hostelworld.com), ahol a korábbi megszállók értékelhetik a szállást különféle kategóriákban, és saját véleményt is írhatnak róla, ami megkönnyíti a következő vendégek eligazodását. Mára a hostelek a legolcsóbb, néhány eurós/dolláros kategóriától a közel szállodai árakig széles skálát átölel, a színvonalat általában az árkategória is tükrözi, de érdemes elolvasni mások véleményét is az adott szálláshelyről.